# Đuôi

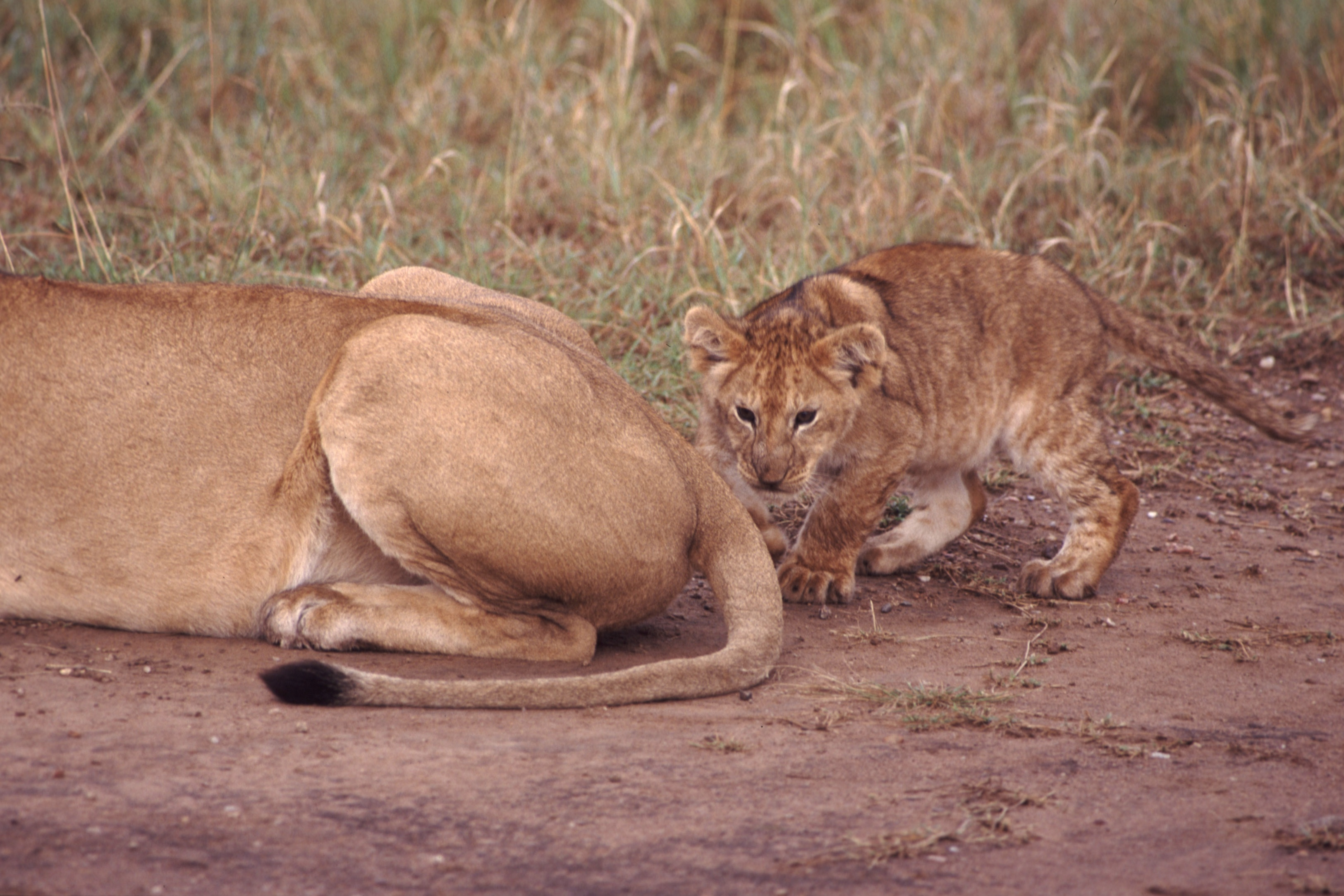
Đuôi của một con sư tử

Đuôi là bộ phận phía sau của cơ thể động vật; nhìn chung, khái niệm này dùng để chỉ phần đặc trưng, dễ nhận biết có thể di động được. Phôi người có một đuôi dài khoảng một phần sáu kích thước của chính phôi đó.

## Chức năng
Tuỳ vào mỗi loài động vật, đuôi có các chức năng khác nhau. Bò hay voi kết hợp tai và đuôi để xua đuổi ruồi, muỗi, côn trùng, v.v. đậu trên cơ thể chúng. Một số loài khác như báo săn (cheetah) dùng đuôi quật xuống tạo lực đẩy, giúp chúng chạy nhanh hơn để bắt mồi. We và

## Hình ảnh

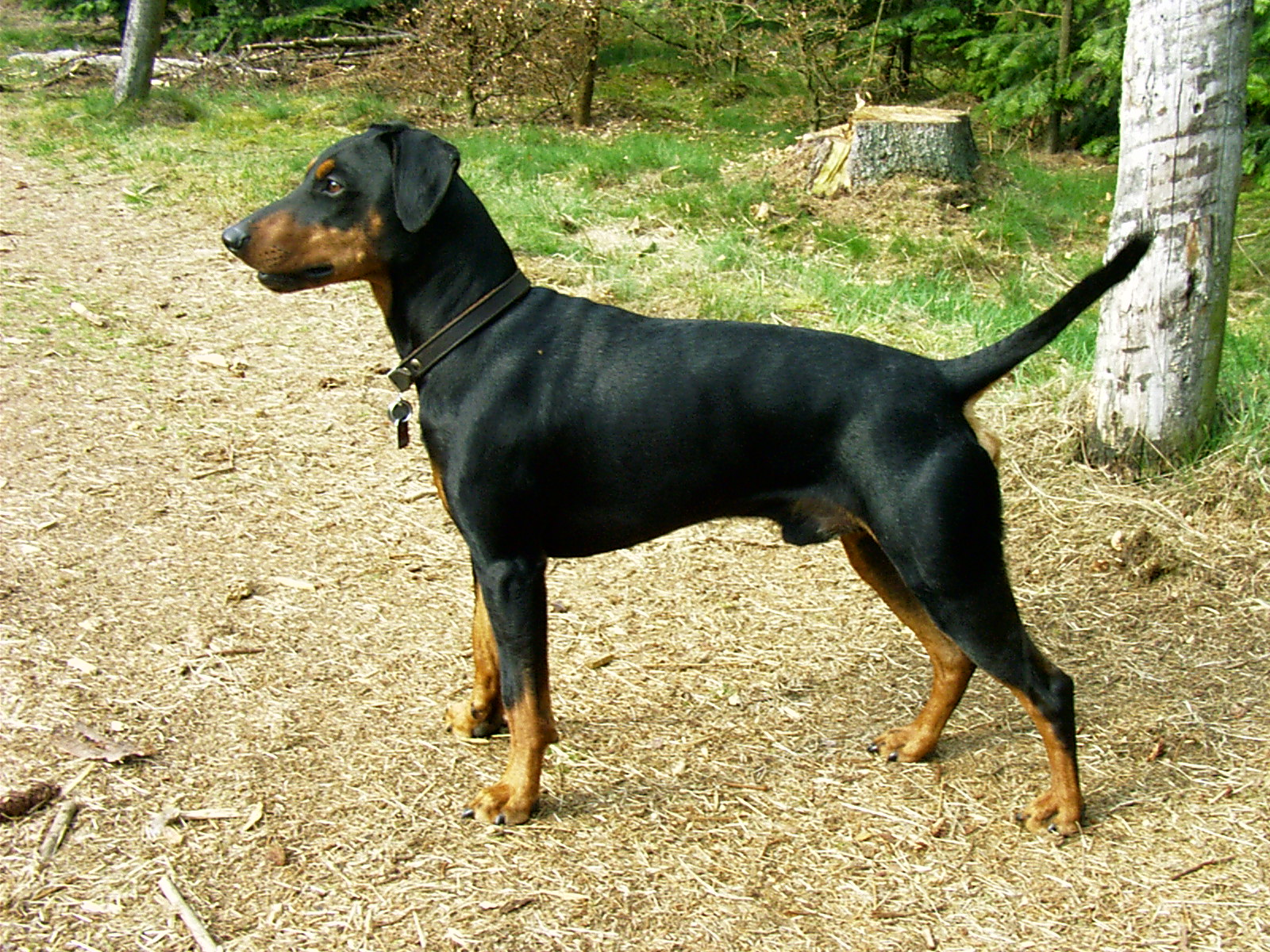
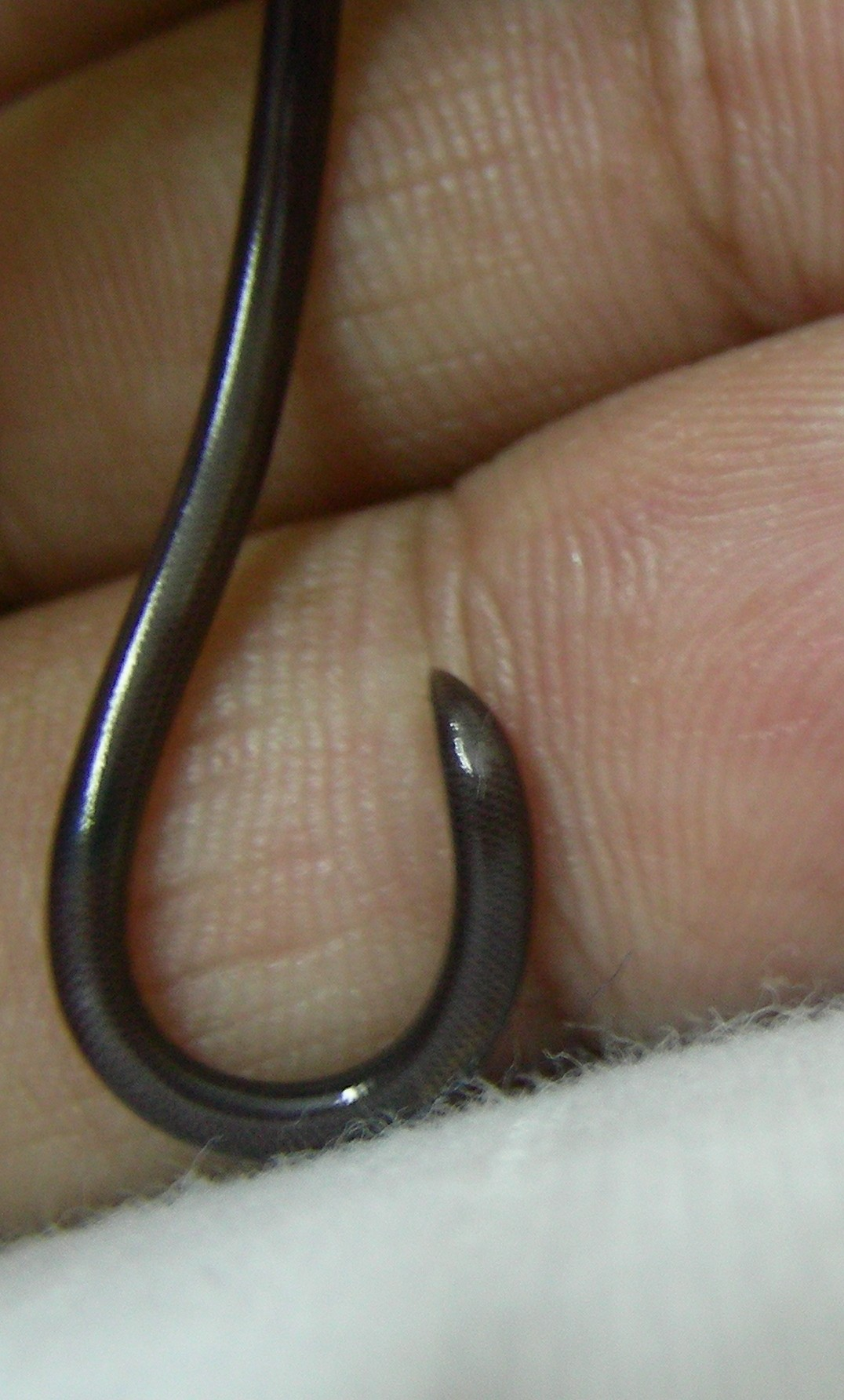
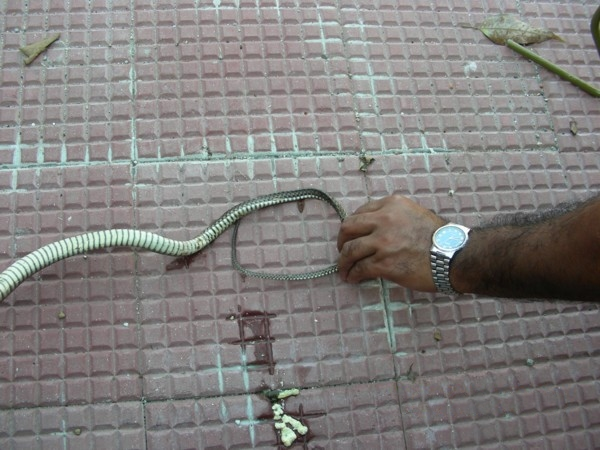